# Reu
Reu (hebr. רְעוּ) − postać biblijna, według Księgi Rodzaju był synem Pelega i ojcem Seruga (Rdz 11,18-21). Ewangelia Łukasza (Łk 3,35) wymienia go pod greckim imieniem Ragau wśród przodków Jezusa.
Według apokryficznej Księgi Jubileuszów (Jub 10,18) urodził się w czasie, gdy budowano Wieżę Babel. Jego żoną została Ora, córka Ura syna Keseda.